# Эссерик, Валентен
Валенте́н Эссери́к (фр. Valentin Eysseric; 25 марта 1992, Экс-ан-Прованс, Франция) — французский футболист, полузащитник клуба «Идгир».

## Клубная карьера
Валентен Эссерик — воспитанник клуба «Монако». Дебютировал в команде 23 июля 2011 года в матче Кубка лиги против «Седана»
.
1 августа того же годы сыграл первый матч в Лиге 2 (с «Булонью»)
.
Первый гол за «монегасков» Эссерик забил 16 сентября 2011 в ворота «Бастии» после передачи, выполненной Гари Кулибали.
.
Первую половину сезона 2012/13 полузащитник провёл в «Ницце» на правах аренды. Впервые сыграл в Лиге 1 2 сентября 2012 года, заменив на 80-й минуте матча против «Бордо» Жереми Пье
.
В следующем своём матче за новый клуб Эссерик забил гол в ворота Алексиса Тебо из «Бреста»
.
Всего до конца 2012 года полузащитник забил за «Ниццу» 2 гола в 16 встречах чемпионата, и ещё 2 — в 3 матчах Кубка лиги. В январе 2013 года клуб выкупил трансфер футболиста. Сумма сделки составила 1,5 миллиона евро
.

## Карьера в сборной
На юношеском уровне Валентен Эссерик выступал только за сборную Франции для игроков не старше 19 лет. В составе команды полузащитник сыграл 2 матча в 2011 году.
5 сентября Эссерик дебютировал за молодёжную сборную Франции (в отборочном матче к чемпионату Европы против Казахстана)
.

## Статистика
| Клуб              | Сезон   | Национальный чемпионат | Национальный чемпионат | Национальный чемпионат | Национальные кубки | Национальные кубки | Континентальные кубки | Континентальные кубки | Всего | Всего |
| Клуб              | Сезон   | Лига                   | Игры                   | Голы                   | Игры               | Голы               | Игры                  | Голы                  | Игры  | Голы  |
| ----------------- | ------- | ---------------------- | ---------------------- | ---------------------- | ------------------ | ------------------ | --------------------- | --------------------- | ----- | ----- |
| Монако            | 2011/12 | Лига 2                 | 16                     | 1                      | 2                  | 0                  | 0                     | 0                     | 18    | 1     |
| Монако            | 2012/13 | Лига 2                 | 1                      | 0                      | 1                  | 0                  | 0                     | 0                     | 2     | 0     |
| Всего за «Монако» |         |                        | 17                     | 1                      | 3                  | 0                  | 0                     | 0                     | 20    | 1     |
| Ницца             | 2012/13 | Лига 1                 | 24                     | 5                      | 4                  | 4                  | 0                     | 0                     | 28    | 9     |
| Ницца             | 2013/14 | Лига 1                 | 4                      | 1                      | 0                  | 0                  | 2                     | 0                     | 6     | 1     |
| Всего за «Ниццу»  |         |                        | 28                     | 6                      | 4                  | 4                  | 2                     | 0                     | 34    | 10    |
| Всего             |         |                        | 45                     | 7                      | 7                  | 4                  | 2                     | 0                     | 54    | 11    |